# Julia (jealkbの曲)
「Julia」（ジュリア）は、日本のヴィジュアル系ロックバンド、jealkbのインディーズ3rdシングル。2006年11月29日発売。発売元はjkb records/R and C Ltd.。

## 収録曲
1. Julia（ジュリア）
  - 作詞:haderu / 作曲:elsa
2. How much is your love（ハウ・マッチ・イズ・ユアー・ラヴ）
  - 作詞:haderu / 作曲:elsa